# Легат, Густав Иванович
Густа́в Ива́нович Лега́т (20 января (1 февраля) 1837 — 20 августа (1 сентября) 1895) — русский танцовщик, балетмейстер и педагог балета. Основатель династии артистов балета. По происхождению швед. Отец Николая и Сергея Легатов.

## Биография
Учился в Главном немецком училище (Петришуле) с 1852 года. Художественное образование получил в балетном отделении Петербургского театрального училища, которое закончил в 1857 по классу М. Петипа. Зачислен солистом в балетную труппу Мариинского театра. В 1862—1863 работал за рубежом. С 1865 работает на сцене Большого театра. Возобновил балет «Мечта художника» Пуни. С 1869 — первый танцовщик театра. В 1875 был уволен из Большого театра; преподавал танцы в Петришуле с 1879 по 1881 год. Был вновь принят в Большой театр в 1882 году. В 1885 переведён в Петербург. В 1886 прекратил выступления. В 1872—1874 гг. и в последние годы жизни преподавал в Московском театральном училище.

## Партии в Большом театре
- художник Альварес («Мечта художника»)
- Сандро («Стелла» Ю. Гербера)
- Мельник («Мельники»)